# Notiophilus kaszabi
Notiophilus kaszabi – gatunek chrząszcza z rodziny biegaczowatych, podrodziny Nebriinae i plemienia Notiophilini.
Gatunek ten opisany został w 1968 roku przez Arnošta Jedličkę na podstawie 6 samic odłowionych w ajmaku centralnym w Mongolii. Gatunek ten nie był później odławiany i uchodzi za endemiczny dla Mongolii, będąc jedynym wyszczerkiem o chorotypie mongolskim w środkowoazjatyckiej grupie chorotypów. Niewykluczone jest także, że opisany przez Jedličkę gatunek jest w istocie jedną z form bardzo zmiennego N. reitteri, co jednak może być ustalone dopiero po przebadaniu holotypu.